# Silviu Bindea
Silviu Bindea (Blaj, 24 d'octubre de 1912 - Blaj, 6 de març de 1992) fou un futbolista romanès de les dècades de 1930 i 1940.
Disputà 27 partits amb la selecció de futbol de Romania, amb la qual participà en els Mundials de 1934 i 1938. Pel que fa a clubs, defensà els colors del Romania Cluj, Ripensia Timisoara i CAM Timisoara.